# Lefèvre-Utile Point
Der Lefèvre-Utile Point ist eine Landspitze an der Nordseite der Doumer-Insel im Palmer-Archipel vor der Westküste der Antarktischen Halbinsel. Sie liegt 1,5 km westlich des Curie Point.
Teilnehmer der Vierten Französischen Antarktisexpedition (1903–1905) unter der Leitung des Polarforschers Jean-Baptiste Charcot entdeckten sie. Charcot benannte sie nach dem französischen Gebäckfabrikanten Louis Lefèvre-Utile (1858–1940), einem Sponsor der Forschungsreise.